# Корезі-Пойон
Корезі́-Пойо́н (тадж. Корези поён) — село у складі Хатлонської області Таджикистану. Входить до складу Зірацького джамоату Кулобського району.
Село розташоване на річці Кулобдар'я.
Назва означає нижній Корез, а корез — це старовинна таджицька підземна гідротехнічна система. Колишня назва Корез.
Населення — 2160 осіб (2010; 2062 в 2009, 1127 в 1979).
Національний склад станом на 1979 рік — таджики.